# Bragozzo

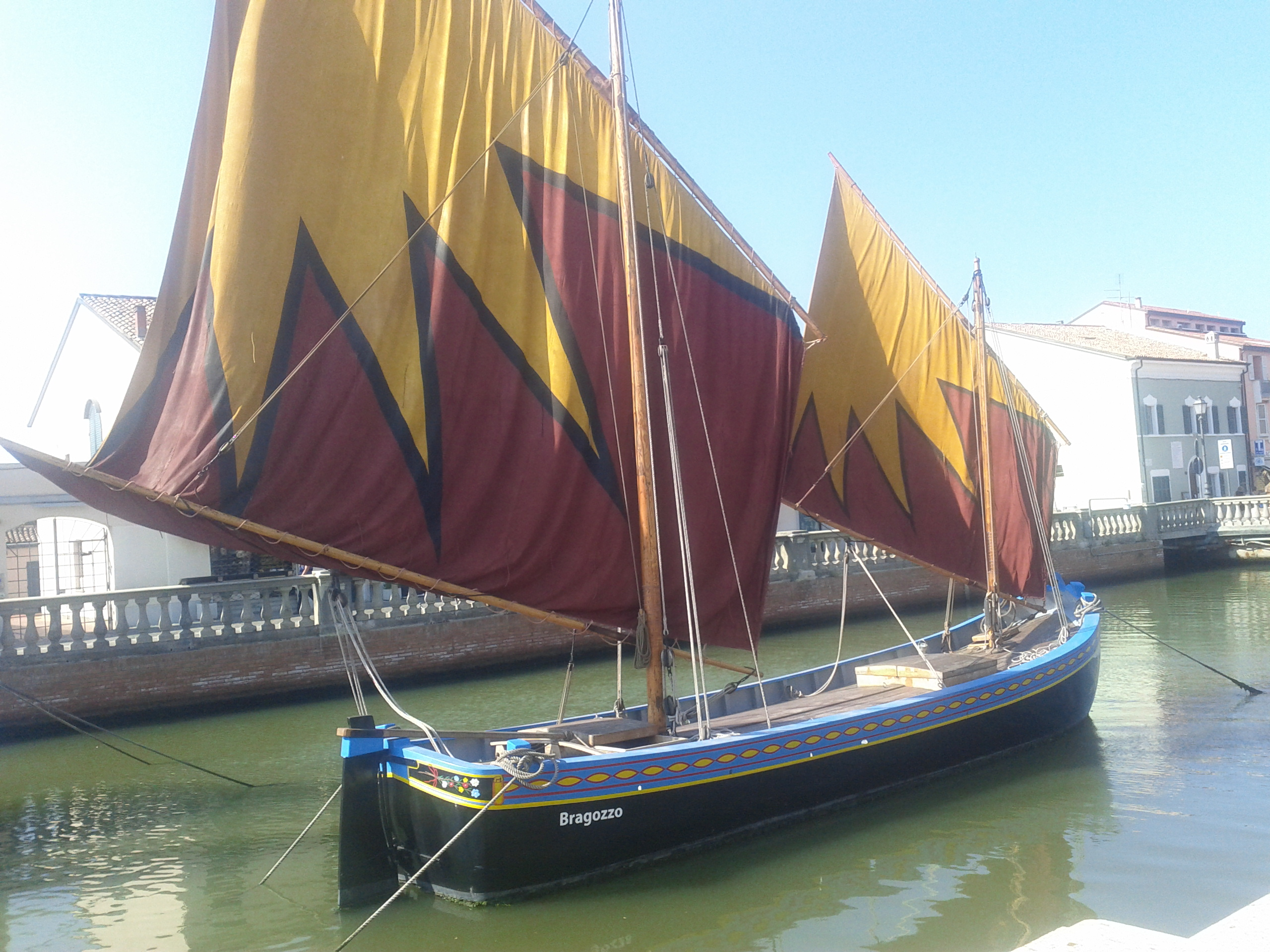
Un bragozzo nel Porto Canale Leonardesco di Cesenatico.

Il bragòzzo (noto anche come baragòzzo o bracózzo), è un'imbarcazione da pesca e/o da carico tipica del medio e alto Adriatico che esercitava il cabotaggio sin nello Ionio.
È dotata di due alberi muniti di vela al terzo.

## Voci correlate

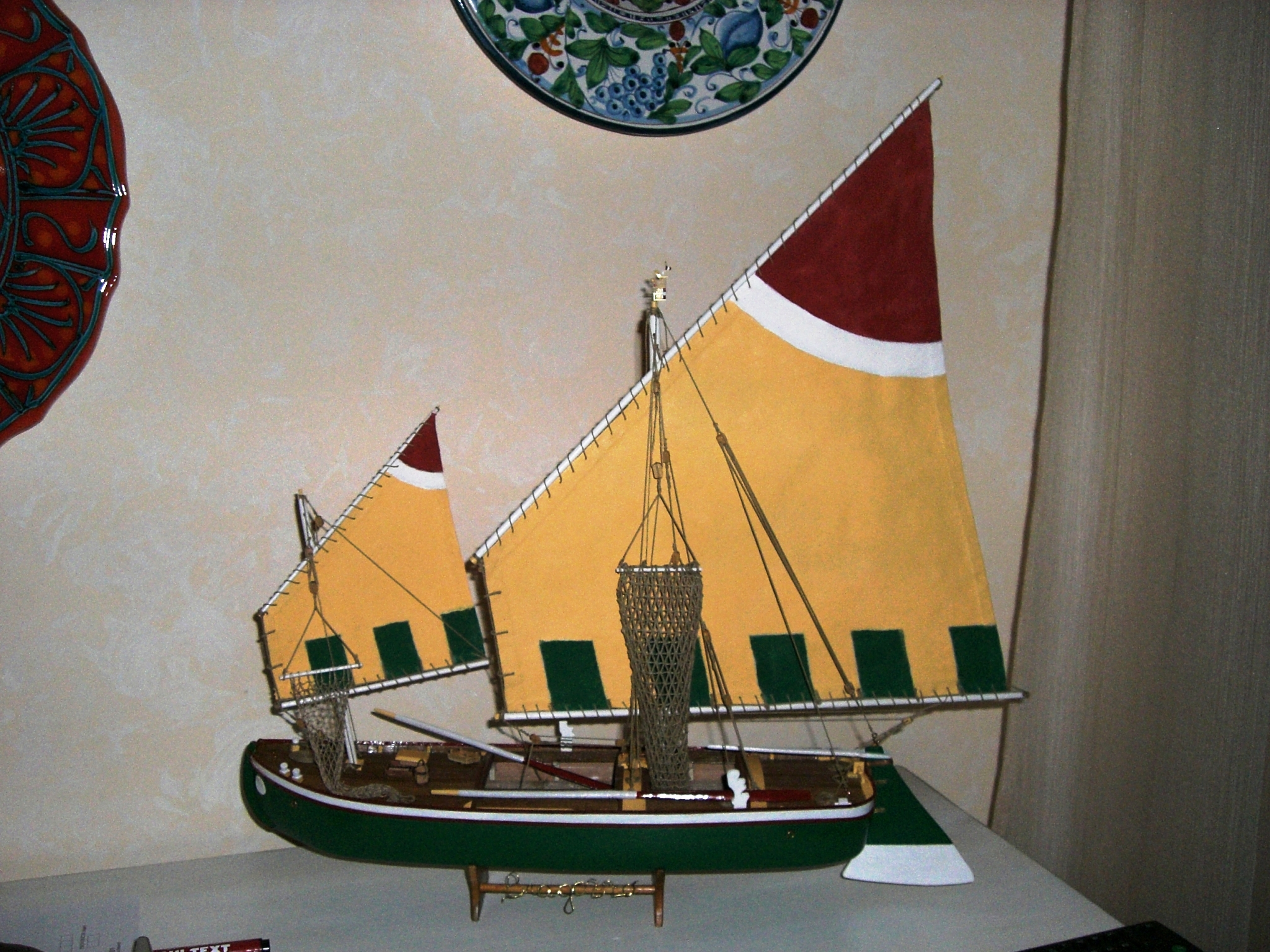
modello di bragozzo